# Africký pohár národů 1996
Africký pohár národů 1996 bylo 20. mistrovství pořádané fotbalovou asociací CAF. Vítězem se stala Jihoafrická fotbalová reprezentace.

## Kvalifikace
Hlavní článek: Kvalifikace na Africký pohár národů 1996

## Základní skupiny

### Skupina A
| Tým                   | B | Z | V | R | P | VG | IG | +/- |
| --------------------- | - | - | - | - | - | -- | -- | --- |
| Jihoafrická republika | 6 | 3 | 2 | 0 | 1 | 4  | 1  | +3  |
| Egypt                 | 6 | 3 | 2 | 0 | 1 | 4  | 3  | +1  |
| Kamerun               | 4 | 3 | 1 | 1 | 1 | 5  | 7  | -2  |
| Angola                | 1 | 3 | 0 | 1 | 2 | 4  | 6  | -2  |

| 13. ledna 1996                       |     |         |                                                                          |
| Jihoafrická republika                | 3:0 | Kamerun | Soccer City, Johannesburg diváci: 80 000 rozhodčí: Said Belqola (Maroko) |
| Masinga 15' Williams 37' Moshoeu 55' |     |         | Soccer City, Johannesburg diváci: 80 000 rozhodčí: Said Belqola (Maroko) |

| 15. ledna 1996   |     |               |                                                                              |
| Egypt            | 2:1 | Angola        | Soccer City, Johannesburg diváci: 6 000 rozhodčí: Sidi Bekaye Magassa (Mali) |
| El-Kass 30', 33' |     | Quinzinho 77' | Soccer City, Johannesburg diváci: 6 000 rozhodčí: Sidi Bekaye Magassa (Mali) |

| 18. ledna 1996                   |     |           |                                                                             |
| Kamerun                          | 2:1 | Egypt     | Soccer City, Johannesburg diváci: 4 000 rozhodčí: Lim Kee Chong (Mauritius) |
| Omam-Biyik 36' (pen.) Tchami 59' |     | Maher 48' | Soccer City, Johannesburg diváci: 4 000 rozhodčí: Lim Kee Chong (Mauritius) |

| 20. ledna 1996        |     |        |                                                                             |
| Jihoafrická republika | 1:0 | Angola | Soccer City, Johannesburg diváci: 78 000 rozhodčí: Fethi Boucetta (Tunisko) |
| Williams 57'          |     |        | Soccer City, Johannesburg diváci: 78 000 rozhodčí: Fethi Boucetta (Tunisko) |

| 24. ledna 1996        |     |            |                                                                               |
| Jihoafrická republika | 0:1 | Egypt      | Soccer City, Johannesburg diváci: 80 000 rozhodčí: Lucien Bouchardeau (Niger) |
|                       |     | El-Kass 7' | Soccer City, Johannesburg diváci: 80 000 rozhodčí: Lucien Bouchardeau (Niger) |

| 24. ledna 1996                           |     |                                              |                                                                                |
| Angola                                   | 3:3 | Kamerun                                      | Kings Park Stadium, Durban diváci: 6 000 rozhodčí: Mohamed Kouradji (Alžírsko) |
| Joni 38' (pen.) Paulão 57' Quinzinho 80' |     | Omam-Biyik 25' Mouyeme 82' Vicente 90' (vl.) | Kings Park Stadium, Durban diváci: 6 000 rozhodčí: Mohamed Kouradji (Alžírsko) |

### Skupina B
| Tým          | B | Z | V | R | P | VG | IG | +/- |
| ------------ | - | - | - | - | - | -- | -- | --- |
| Zambie       | 7 | 3 | 2 | 1 | 0 | 9  | 1  | +8  |
| Alžírsko     | 7 | 3 | 2 | 1 | 0 | 4  | 1  | +3  |
| Sierra Leone | 3 | 3 | 1 | 0 | 2 | 2  | 7  | -5  |
| Burkina Faso | 0 | 3 | 0 | 0 | 3 | 3  | 9  | -6  |

| 14. ledna 1996 |     |          |                                                                            |
| Zambie         | 0:0 | Alžírsko | Free State Stadium, Bloemfontein diváci: 9 000 rozhodčí: Ali Bujsaim (SAE) |
|                |     |          | Free State Stadium, Bloemfontein diváci: 9 000 rozhodčí: Ali Bujsaim (SAE) |

| 15. ledna 1996                |     |               |                                                                          |
| Sierra Leone                  | 2:1 | Burkina Faso  | Free State Stadium, Bloemfontein diváci: 1 500 rozhodčí: Okoampa (Ghana) |
| Sessay 11' Mohamed Kallon 89' |     | Ouédraogo 74' | Free State Stadium, Bloemfontein diváci: 1 500 rozhodčí: Okoampa (Ghana) |

| 18. ledna 1996   |     |              |                                                                           |
| Alžírsko         | 2:0 | Sierra Leone | Free State Stadium, Bloemfontein diváci: 1 500 rozhodčí: Ian McLeod (JAR) |
| Mecabih 41', 63' |     |              | Free State Stadium, Bloemfontein diváci: 1 500 rozhodčí: Ian McLeod (JAR) |

| 20. ledna 1996                                         |     |               |                                                                                     |
| Zambie                                                 | 5:1 | Burkina Faso  | Free State Stadium, Bloemfontein diváci: 2 000 rozhodčí: Masayoshi Okada (Japonsko) |
| Malitoli 18' K. Bwalya 24', 35' Pota 44' J. Bwalya 45' |     | Y. Traoré 53' | Free State Stadium, Bloemfontein diváci: 2 000 rozhodčí: Masayoshi Okada (Japonsko) |

| 24. ledna 1996       |     |              |                                                                             |
| Alžírsko             | 2:1 | Burkina Faso | EPRU Stadium, Port Elizabeth diváci: 180 rozhodčí: Charles Masembe (Uganda) |
| Pounici 2' Rziri 75' |     | Zongo 83'    | EPRU Stadium, Port Elizabeth diváci: 180 rozhodčí: Charles Masembe (Uganda) |

| 24. ledna 1996                     |     |              |                                                                                  |
| Zambie                             | 4:0 | Sierra Leone | Free State Stadium, Bloemfontein diváci: 200 rozhodčí: Lim Kee Chong (Mauritius) |
| K. Bwalya 2', 9', 84' Malitoli 87' |     |              | Free State Stadium, Bloemfontein diváci: 200 rozhodčí: Lim Kee Chong (Mauritius) |

### Skupina C
| Tým     | B | Z | V | R | P | VG | IG | +/- |
| ------- | - | - | - | - | - | -- | -- | --- |
| Gabon   | 3 | 2 | 1 | 0 | 1 | 3  | 2  | +1  |
| Zair    | 3 | 2 | 1 | 0 | 1 | 2  | 2  | 0   |
| Libérie | 3 | 2 | 1 | 0 | 1 | 2  | 3  | -1  |

| 16. ledna 1996 |     |                          |                                                                               |
| Gabon          | 1:2 | Libérie                  | Kings Park Stadium, Durban diváci: 5 000 rozhodčí: Gamal Al-Ghandour] (Egypt) |
| Nzeng 59'      |     | Sebwe 5' (pen.) Sarr 54' | Kings Park Stadium, Durban diváci: 5 000 rozhodčí: Gamal Al-Ghandour] (Egypt) |

| 19. ledna 1996                |     |      |                                                                       |
| Gabon                         | 2:0 | Zair | Kings Park Stadium, Durban diváci: 4 000 rozhodčí: Omer Yengo (Kongo) |
| Mackaya 21' (pen.) Bekogo 34' |     |      | Kings Park Stadium, Durban diváci: 4 000 rozhodčí: Omer Yengo (Kongo) |

| 25. ledna 1996               |     |         |                                                                         |
| Zair                         | 2:0 | Libérie | Soccer City, Johannesburg diváci: 3 000 rozhodčí: Said Belqola (Maroko) |
| Pukaku 5' (pen.) Essende 72' |     |         | Soccer City, Johannesburg diváci: 3 000 rozhodčí: Said Belqola (Maroko) |

- Nigérie se vzdala účasti.

### Skupina D
| Tým               | B | Z | V | R | P | VG | IG | +/- |
| ----------------- | - | - | - | - | - | -- | -- | --- |
| Ghana             | 9 | 3 | 3 | 0 | 0 | 6  | 1  | +5  |
| Tunisko           | 4 | 3 | 1 | 1 | 1 | 5  | 4  | +1  |
| Pobřeží slonoviny | 3 | 3 | 1 | 0 | 2 | 2  | 5  | -3  |
| Mosambik          | 1 | 3 | 0 | 1 | 2 | 1  | 4  | -3  |

| 14. ledna 1996      |     |                   |                                                                                 |
| Ghana               | 2:0 | Pobřeží slonoviny | EPRU Stadium, Port Elizabeth diváci: 8 000 rozhodčí: Masayoshi Okada (Japonsko) |
| Yeboah 20' Pelé 70' |     |                   | EPRU Stadium, Port Elizabeth diváci: 8 000 rozhodčí: Masayoshi Okada (Japonsko) |

| 16. ledna 1996 |     |            |                                                                               |
| Tunisko        | 1:1 | Mosambik   | EPRU Stadium, Port Elizabeth diváci: 1 000 rozhodčí: Charles Masembe (Uganda) |
| Berkhissa 24'  |     | Bucuane 4' | EPRU Stadium, Port Elizabeth diváci: 1 000 rozhodčí: Charles Masembe (Uganda) |

| 19. ledna 1996       |     |                |                                                                             |
| Ghana                | 2:1 | Tunisko        | EPRU Stadium, Port Elizabeth diváci: 1 000 rozhodčí: Petros Mathabela (JAR) |
| Pelé 50' Akonnor 77' |     | Ben Younes 72' | EPRU Stadium, Port Elizabeth diváci: 1 000 rozhodčí: Petros Mathabela (JAR) |

| 21. ledna 1996    |     |          |                                                                              |
| Pobřeží slonoviny | 1:0 | Mosambik | EPRU Stadium, Port Elizabeth diváci: 500 rozhodčí: Gamal Al-Ghandour (Egypt) |
| Tiéhi 32'         |     |          | EPRU Stadium, Port Elizabeth diváci: 500 rozhodčí: Gamal Al-Ghandour (Egypt) |

| 25. ledna 1996                     |     |                   |                                                                                 |
| Tunisko                            | 3:1 | Pobřeží slonoviny | EPRU Stadium, Port Elizabeth diváci: 1 000 rozhodčí: Sidi Bekaye Magassa (Mali) |
| Ben Younes 32', 38' Ben Hassen 48' |     | M. Traoré 57'     | EPRU Stadium, Port Elizabeth diváci: 1 000 rozhodčí: Sidi Bekaye Magassa (Mali) |

| 25. ledna 1996       |     |          |                                                                            |
| Ghana                | 2:0 | Mosambik | Free State Stadium, Bloemfontein diváci: 3 500 rozhodčí: Ali Bujsaim (SAE) |
| Pele 42' Aboagye 68' |     |          | Free State Stadium, Bloemfontein diváci: 3 500 rozhodčí: Ali Bujsaim (SAE) |

## Play off

### Čtvrtfinále
| 27. ledna 1996        |     |            |                                                                      |
| Jihoafrická republika | 2:1 | Alžírsko   | Soccer City, Johannesburg diváci: 80 000 rozhodčí: Ali Bujsaim (SAE) |
| Fish 72' Moshoeu 85'  |     | Pazizi 84' | Soccer City, Johannesburg diváci: 80 000 rozhodčí: Ali Bujsaim (SAE) |

| 27. ledna 1996                 |     |                |                                                                                   |
| Zambie                         | 3:1 | Egypt          | Free State Stadium, Bloemfontein diváci: 8 500 rozhodčí: Charles Masembe (Uganda) |
| Pitana 58' Mutale 65' Pota 76' |     | S. Kamouna 43' | Free State Stadium, Bloemfontein diváci: 8 500 rozhodčí: Charles Masembe (Uganda) |

| 28. ledna 1996 |              |          |                                                                              |
| Gabon          | 1:1 (prodl.) | Tunisko  | Kings Park Stadium, Durban diváci: 4 000 rozhodčí: Lim Kee Chong (Mauritius) |
| Mackaya 16'    |              | Baya 10' | Kings Park Stadium, Durban diváci: 4 000 rozhodčí: Lim Kee Chong (Mauritius) |

|                                 |     | Penaltový rozstřel                 |  |
| Mackaya Kassa-Ngoma Bekogo-Zogo | 1:4 | Sellimi Fekhi Ben Slimane El Ouaer |  |

| 28. ledna 1996 |     |      |                                                                                 |
| Ghana          | 1:0 | Zair | EPRU Stadium, Port Elizabeth diváci: 8 000 rozhodčí: Sidi Bekaye Magassa (Mali) |
| Yeboah 22'     |     |      | EPRU Stadium, Port Elizabeth diváci: 8 000 rozhodčí: Sidi Bekaye Magassa (Mali) |

### Semifinále
| 31. ledna 1996                |     |       |                                                                              |
| Jihoafrická republika         | 3:0 | Ghana | Soccer City, Johannesburg diváci: 80 000 rozhodčí: Gamal Al-Ghandour (Egypt) |
| Moshoeu 22', 87' Bartlett 46' |     |       | Soccer City, Johannesburg diváci: 80 000 rozhodčí: Gamal Al-Ghandour (Egypt) |

| 31. ledna 1996      |     |                                                |                                                                               |
| Zambie              | 2:4 | Tunisko                                        | Kings Park Stadium, Durban diváci: 5 000 rozhodčí: Lucien Bouchardeau (Niger) |
| Pota 68' Makasa 90' |     | Sellimi 16', 85' (pen.) Baya 20' Ghodhbane 47' | Kings Park Stadium, Durban diváci: 5 000 rozhodčí: Lucien Bouchardeau (Niger) |

### O 3. místo
| 3. února 1996 |     |               |                                                                       |
| Ghana         | 0:1 | Zambie        | Soccer City, Johannesburg diváci: 80 000 rozhodčí: Omer Yengo (Kongo) |
|               |     | J. Bwalya 51' | Soccer City, Johannesburg diváci: 80 000 rozhodčí: Omer Yengo (Kongo) |

### Finále
| 3. února 1996         |     |         |                                                                             |
| Jihoafrická republika | 2:0 | Tunisko | Soccer City, Johannesburg diváci: 80 000 rozhodčí: Charles Masembe (Uganda) |
| Williams 73', 75'     |     |         | Soccer City, Johannesburg diváci: 80 000 rozhodčí: Charles Masembe (Uganda) |